# Đông Hưng B
Đông Hưng B là một xã thuộc huyện An Minh, tỉnh Kiên Giang, Việt Nam.

## Địa lý
Xã Đông Hưng B có vị trí địa lý:
- Phía đông giáp huyện U Minh Thượng
- Phía tây giáp xã Vân Khánh và xã Vân Khánh Tây
- Phía nam giáp tỉnh Cà Mau
- Phía bắc giáp xã Đông Hưng và thị trấn Thứ Mười Một.

Xã Đông Hưng B có diện tích 74,39 km², dân số năm 2020 là 9.861 người, mật độ dân số đạt 133 người/km².

## Hành chính
Xã Đông Hưng B được chia thành 7 ấp: Cán Gáo, Danh Coi, Mười Lăm, Mười Một A, Ngã Bát, Thanh Hùng, Vàm Xáng.

## Lịch sử
Ngày 18 tháng 3 năm 1997, Chính phủ ban hành Nghị định 23-CP về việc thành lập xã Đông Hưng B trên cơ sở 8.311,99 ha diện tích tự nhiên và 10.150 người của xã Đông Hưng.